# Костина, Анна Фёдоровна
Костина Анна Фёдоровна (19 мая 1928, Ленинград, СССР — 13 февраля 2018, Санкт-Петербург) — российская советская художница, живописец, член Санкт-Петербургского Союза художников (до 1992 года — Ленинградской организации Союза художников РСФСР).

## Биография
Анна Фёдоровна Костина родилась 19 мая 1928 года в Ленинграде. В 1946 году поступила на живописный факультет Института живописи, скульптуры и архитектуры имени И. Е. Репина, который окончила в 1952 году по мастерской Виктора Орешникова с присвоением квалификации художника-живописца. Дипломная картина — «Гости на новоселье в доме молдавского колхозника».
В 1952 году принята в члены Ленинградского Союза художников. С 1952 года участвовала в выставках ленинградских художников. Писала жанровые и тематические картины, портреты, пейзажи, натюрморты.
Произведения А. Ф. Костиной находятся в музеях и частных собраниях в России, США, Японии, Франции и других странах. Известны живописные и графические портреты А. Ф. Костиной, исполненные в разные годы ленинградскими художниками, в том числе Л. А. Фокиным (1958).

## Выставки
- 1956 год (Ленинград): Осенняя выставка произведений ленинградских художников.
- 1957 год (Ленинград): 1917 - 1957. Выставка произведений ленинградских художников.
- 1960 год (Ленинград): Выставка произведений ленинградских художников 1960 года.
- 1960 год (Ленинград): Выставка произведений ленинградских художников.
- 1961 год (Ленинград): Выставка произведений ленинградских художников 1961 года.
- 1964 год (Ленинград): Ленинград. Зональная выставка
- 1975 год (Ленинград): Наш современник. Зональная выставка произведений ленинградских художников.
- 1976 год (Москва): Изобразительное искусство Ленинграда.
- 1977 год (Ленинград): Выставка произведений ленинградских художников, посвящённая 60-летию Великого Октября.
- 1980 год (Ленинград): Зональная выставка произведений ленинградских художников.
- 1997 год (Петербург): Связь времён. 1932—1997. Художники — члены Санкт-Петербургского Союза художников России .